# Diplocaulobium angustitepalum
Diplocaulobium angustitepalum là một loài thực vật có hoa trong họ Lan. Loài này được W.K.Harris & M.A.Clem. mô tả khoa học đầu tiên năm 2002.